# Acraea latifasciata
Acraea latifasciata är en fjärilsart som beskrevs av Karl Grünberg 1910. Acraea latifasciata ingår i släktet Acraea och familjen praktfjärilar. Inga underarter finns listade i Catalogue of Life.